# Sekundærrute 175
Sekundærrute 175 er en ca. 79 km lang rutenummereret landevej mellem Sønderjyske Motorvej ved Kliplev og Havneby på Rømø.
Sekundærrute 175 passerer forbi Uge, Bolderslev, Hjolderup, Hellevad, Agerskov, Toftlund, Renbæk Fængsel, Skærbæk og over Rømødæmningen.
Den 35 km lange strækning mellem motorvejen og Toftlund deler den med Sekundærrute 179.
- Rundkørsel på Primærrute 11 lige nord for Skærbæk